# 薩摩川内市立樋脇中学校
薩摩川内市立樋脇中学校（さつませんだいしりつひわきちゅうがっこう）は、鹿児島県薩摩川内市樋脇町塔之原にある市立中学校。

## 概要
- 薩摩川内市樋脇町塔之原にある中学校で、薩摩川内市が誕生する以前は、樋脇町立樋脇中学校であり、樋脇町唯一の中学校であった。
- 現在の生徒数は、218名で、各学年の学級数は2学級～3学年である。（2006年5月1日現在）

## 校区
- 樋脇小学校
- 市比野小学校
- 倉野小学校
- 野下小学校
- 藤本小学校

## 沿革
- 1971年に、旧樋脇中・旧市比野中の統合により開校する（当初樋脇・市比野の両教場で授業を行い、1973年に現在の樋脇中にて授業を開始し、実質的に統合される）。